# برنارد ميلز
برنارد ميلز (بالإنجليزية: Bernard Mills)‏ هو عالم فلك وفيزيائي أسترالي، ولد في 8 أغسطس 1920 في سيدني في أستراليا، وتوفي بنفس المكان في 25 أبريل 2011.

## وصلات خارجية
- برنارد ميلز على موقع الموسوعة البريطانية (الإنجليزية)